# Azidokomplexy kovů

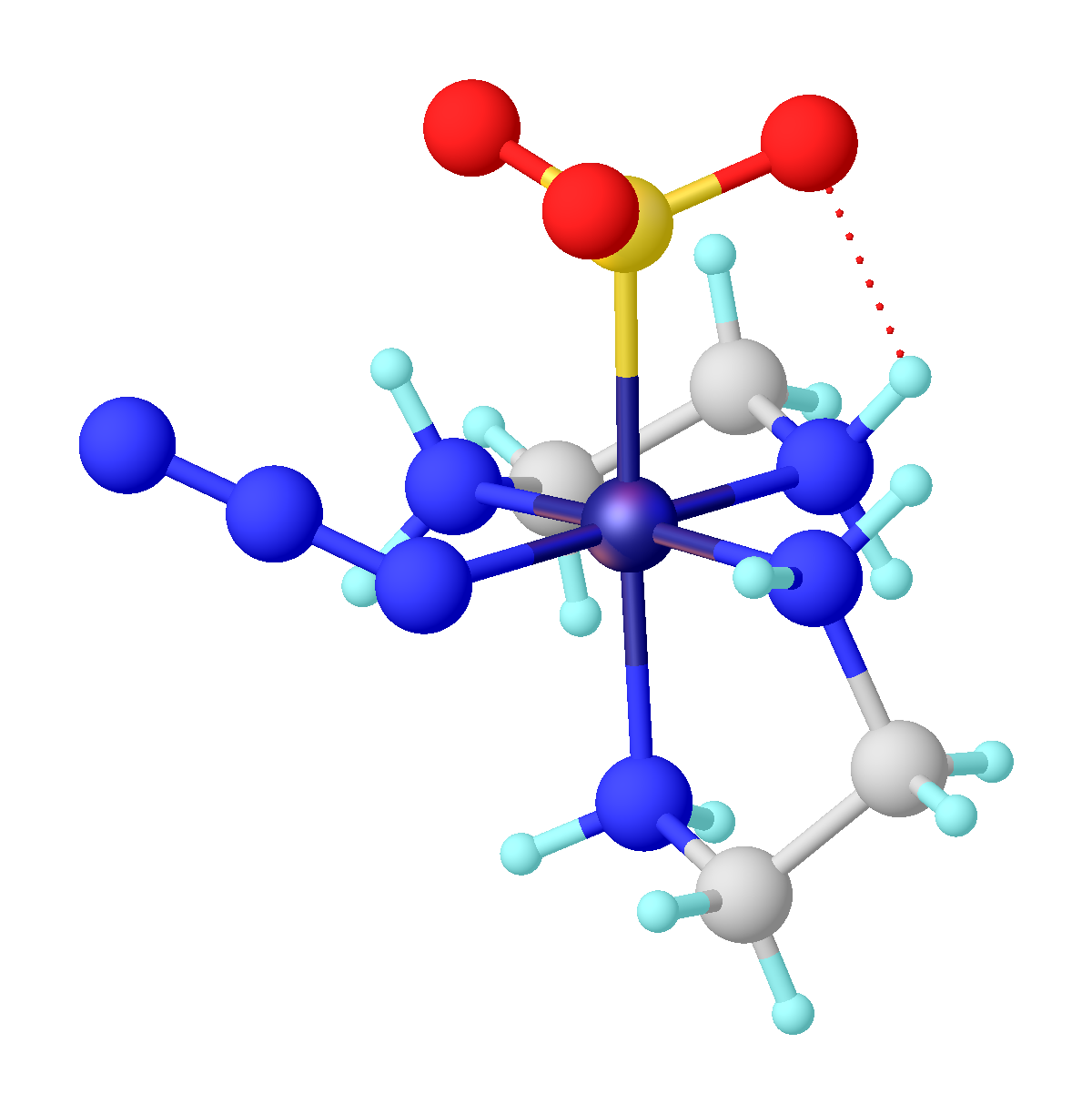
Struktura [Co(ethylendiamin)_{2}(SO_{3})N_{3}].

Azidokomplexy kovů jsou koordinační sloučeniny obsahující alespoň jeden azidový (N -
3 ) ligand.

## Struktura
Azidový anion je pseudohalogenid, více nukleofilní než chloridový. Jedná se o monodentátní ligand, který se na kovy váže přes jeden z koncových atomů dusíku, podle vzorce M-N=N=N. N3 jednotky jsou lineární a úhly M-N-N vychýlené. Azidy mohou vytvářet můstky; v nich jsou obvykle oba kovy navázány na stejný dusík. Méně časté je navázání podle vzorce M-N=N=N-M, vyskytující se například u [Cu(N3)(PPh3)2]2.

### Homoleptické komplexy

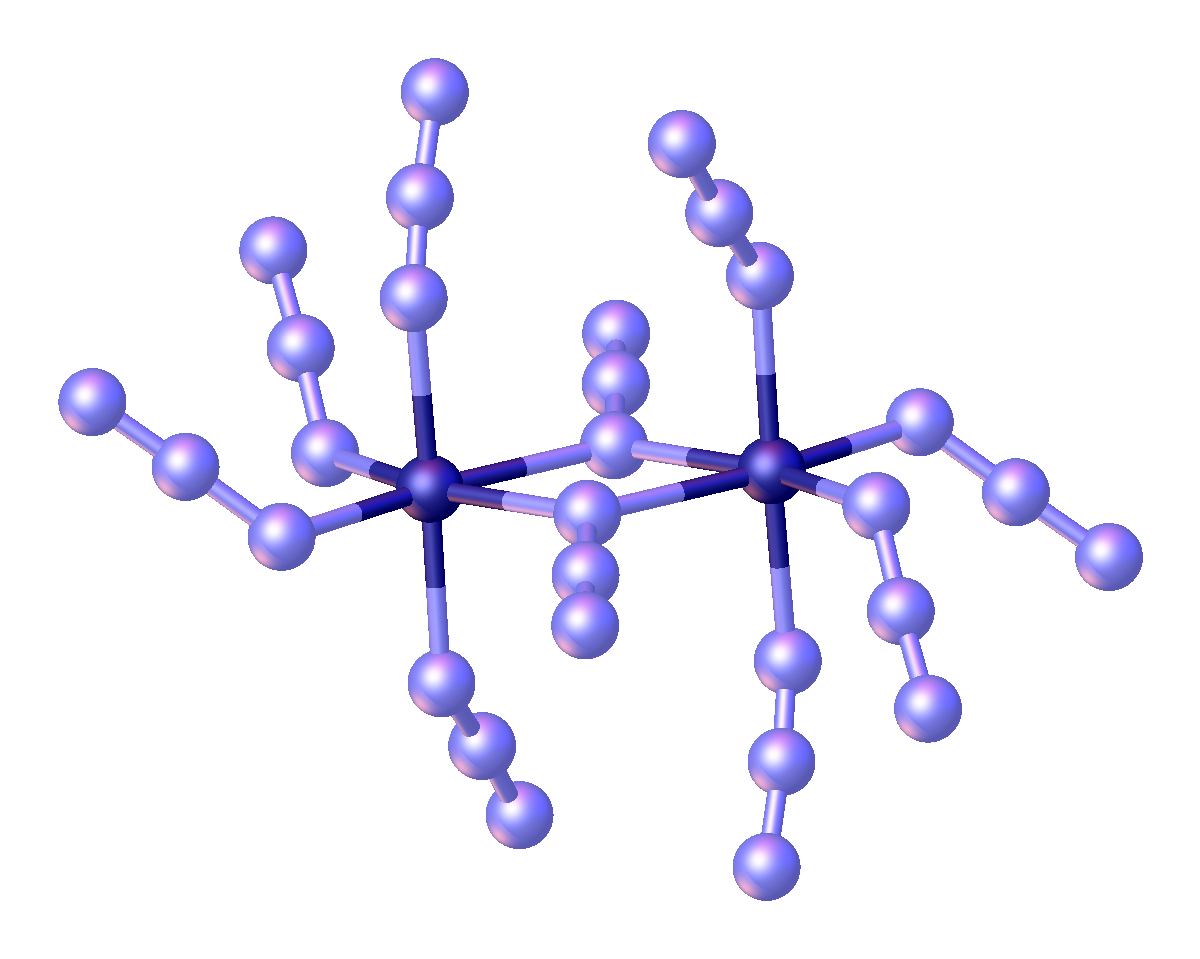
Struktura [Fe_{2}(N_{3})_{10}]^{4−}

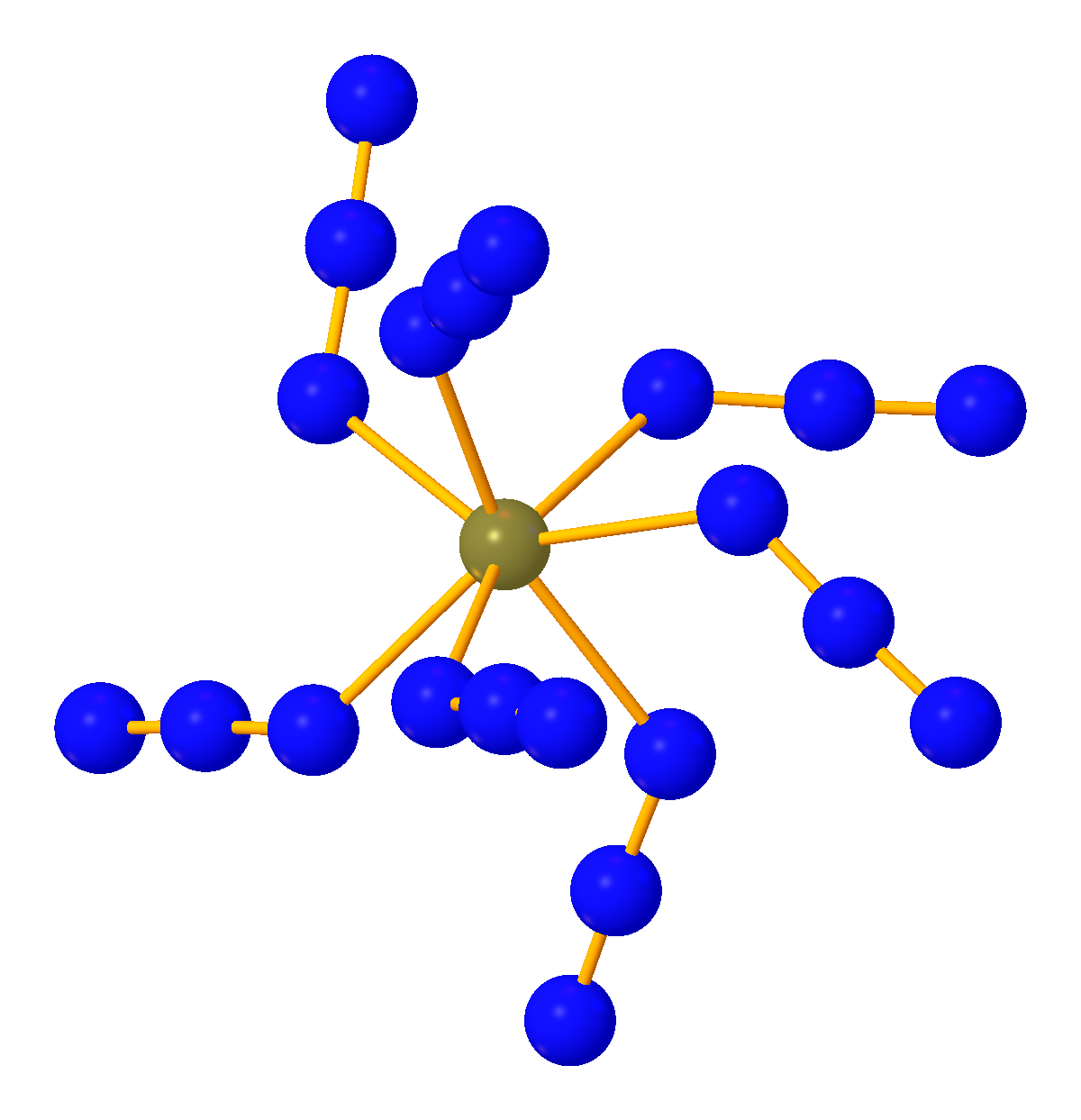
Struktura [Nb(N_{3})_{7}]^{2−}

Je známa řada homoleptických (neobsahujících ligandy jiného druhu) azidových komplexů. Koordinační čísla se pohybují od 2 (například u [Au(N3)2]−) do 7 (například [W(N3)7]−). V mnoha případech jde o oktaedrické anionty s obecným vzorcem [M(N3)6]n−:
- dianionty čtyřmocných kovů: V, Pt, Ti, Zr, Hf
- trianionty trojmocných kovů: Cr, Fe, Ru, Rh, Ir
- tetraanionty o dvojmocného Ni

U některých kovů mohou mít homoleptické komplexy dvě různá oxidační čísla: [Au(N3)2]− / [Au(N3)4]− a [Pt(N3)6]4− / [Pt(N3)4]2−.

### Komplexy s více druhy ligandů

Struktura trans-PdN_{3}(CH_{3})(PMe_{3})_{2}. Vzdálenosti jsou uvedeny v pikometrech.

Ke smíšeným azidovým komplexům patří například Zn(N3)2(NH3)2 a (C5H5)2Ti(N3)2.

## Příprava a reakce
Azidové komplexy se připravují podvojnými záměnami, jako jsou reakce chloridů kovů s azidem sodným.  Někdy se jako zdroj azidových iontů používá trimethylsilylazid.
Po zahřátí, někdy i působením ultrafialového záření, azidy uvolňují dusík. Za přítomnosti vhodných přídatných ligandů se vytvářejí izolovatelné nitridokomplexy.
Azidové ligandy reagují s nitrosoniovými ionty za vzniku oxidu dusného, což se využívá na přípravu koordinačně nenasycených komplexů.
[Co(NH3)5N3]2+ + NO+ + H2O → [Co(NH3)5(H2O)]3+ + N2O + N2
Komplexy organoazidů jsou meziprodukty azido-alkynových Huisgenových cykloadicí.